# Linda Woolverton
Linda Cheryl Woolverton (Long Beach, California, 19 de diciembre de 1952) es una guionista estadounidense. Fue autora del guion de la película de Disney La bella y la bestia y coautora del de El rey león. También colaboró en los musicales de Broadway El rey león, Aida (con Robert Falls y David Henry Hwang) y Lestat. Asimismo, ha coproducido y elaborado el guion para la versión de Tim Burton de Alicia en el país de las maravillas.

## Filmografía como guionista
- Maléfica: Dueña del Mal (guionista)
- Alicia a través del espejo (2016) (guionista)
- Maléfica (2014)   (guionista)
- The Snow Queen (2012) (guion)
- Alicia en el país de las maravillas (2010) (guionista)
- Arctic Tale (2007) (narradora)
- Mulan (1998) (Material exclusivo adicional)
- El rey león (1994) (guionista)
- De vuelta a casa, un viaje increíble (1993) (guion)
- La bella y la bestia (1991) (guionista)
- "Chip y Chop: Los guardianes rescatadores" (1 episodio, 1989)
- "The Adventures of Raggedy Ann & Andy" (1988) Series de TV (guionista) (1988)
- "CBS Storybreak" (1 episodio, 1988)
- "Teen Wolf" (9 episodios, 1986-1987)
- "Cazafantasmas: Los auténticos" (1 episodio, 1987)
- "Garbage Pail Kids" (2 episodios)
- "Los popples" (1986) Series de TV (guionista) (1986)
- "Fuego salvaje" (1986) Series de TV (episodios desconocidos, 1986)
- "Daniel el travieso" (5 episodios, 1986)
- "My Little Pony 'n Friends" (2 episodios, 1986)
- "Ewoks" (2 episodios, 1986)